# De mil colores (álbum de Rosario Flores)
De mil colores es el nombre del sexto álbum de estudio de la cantante española Rosario Flores. Fue lanzado al mercado por Sony BMG el 18 de noviembre de 2003. El álbum fue producido por Fernando Illán y ganó un Grammy Latino al mejor álbum de pop vocal femenino en 2004.

## Lista de canciones
Esta información es adaptada por Allmusic.

| N.º | Título                          | Escritor(es)                        | Productor(es) | Duración |  |
| 1.  | «De mil colores»                | Rosario Flores                      |               | 4:04     |  |
| 2.  | «Aguanta ahí»                   | René Álvarez                        |               | 3:31     |  |
| 3.  | «Jura de samba»                 | Carlinhos Brown                     |               | 3:22     |  |
| 4.  | «La vida es sueño»              | Benny Moré                          |               | 3:15     |  |
| 5.  | «Como tú»                       | Flores                              |               | 4:01     |  |
| 6.  | «Vueltas»                       | Flores, Fernando Illan, Manu Lehman |               | 3:31     |  |
| 7.  | «Atado a esa mujer»             | Alberto Moraga                      |               | 3:57     |  |
| 8.  | «En mi casa»                    | Antonio Carmona, Flores, Illan      |               | 3:29     |  |
| 9.  | «Todo vive en mí - Eso es amor» | Flores                              |               | 3:46     |  |
| 10. | «Los tangos de mi abuela»       | Lola Flores, Luis Gómez             |               | 3:57     |  |
| 11. | «Vivirás»                       | Flores, Illan                       |               | 3:25     |  |